# Dansk Folkescene
Dansk Folkescene var et dansk turnéteater, der blev oprettet af Folkeligt Oplysnings Forbund. 
En overgang var Tudlik Johansen direktør for scenen.
I 1963 blev Dansk Folkescene fusioneret med Arte og Andelsteatret til Det Danske Teater. 
| Kunst og kultur | Spire Denne artikel om scenekunst og teater er en spire som bør udbygges. Du er velkommen til at hjælpe Wikipedia ved at udvide den. |